# Cerkiew Przemienienia Pańskiego w Jeziorosach
Cerkiew Przemienienia Pańskiego – nieistniejąca murowana cerkiew prawosławna w Jeziorosach, wzniesiona w 1877. 

## Historia
Pierwsza cerkiew Przemienienia Pańskiego w Jeziorosach została zbudowana w 1838. W 1877, wobec przyrostu liczby parafian, z inicjatywy generał gubernatora Aleksandra Potapowa wzniesiono drugą, tym razem kamienną cerkiew, której nadano to samo wezwanie. Cerkiew miała mieścić 300 osób. Znajdowała się w bezpośrednim sąsiedztwie kościoła katolickiego. W związku z takim położeniem cerkwi jej wzniesienie uznano, po odzyskaniu niepodległości przez Litwę, za świadomą prowokację carskich władz. W 1936 nakazano społeczności prawosławnej rozbiórkę obiektu i wzniesienie nowego w innym miejscu, na co lokalne władze przekazały środki finansowe. Parafianie sami wykonali prace rozbiórkowe i zabezpieczyli zachowany materiał budowlany, po czym wznieśli cerkiew na nowo w innym miejscu w 1938. 
W momencie ataku Niemiec hitlerowskich na ZSRR w 1941 obiekt został zamknięty. Wkrótce później spłonął, najprawdopodobniej wskutek uderzenia pocisku artyleryjskiego, chociaż istnieje również teza o jego podpaleniu przez miejscowych katolików. Udało się uratować jedynie część wyposażenia, przeniesionego do cerkwi Wszystkich Świętych w Jeziorosach. 

## Architektura
Cerkiew Przemienienia Pańskiego w Jeziorosach była wzniesiona na planie krzyża greckiego. Wejście do obiektu prowadziło przez przedsionek, ponad którym wznosiła się zwieńczona niewielką cebulastą kopułą dzwonnica z krzyżem prawosławnym. Najwyższa kondygnacja dzwonnicy, na której znajdowały się dzwony, posiadała rząd półkolistych okien. Ponad nawą cerkwi wznosiła się niewielka kopuła, również z krzyżem. Obiekt posiadał dwie absydy, był skromnie dekorowany z zewnątrz.